# Modena Football Club 1970-1971
Questa voce raccoglie le informazioni riguardanti il Modena Football Club nelle competizioni ufficiali della stagione 1970-1971.

## Rosa
| N. |                   | Ruolo | Calciatore             |
| -- | ----------------- | ----- | ---------------------- |
|    | Italia (bandiera) | D     | Walter Balestri        |
|    | Italia (bandiera) | D     | Gianni Balugani        |
|    | Italia (bandiera) | C     | Walter Baroncelli      |
|    | Italia (bandiera) | D     | Gianfranco Borsari     |
|    | Italia (bandiera) | P     | Paolo Conti            |
|    | Italia (bandiera) | A     | Gian Paolo Facchinetti |
|    | Italia (bandiera) | C     | Battista Festa         |
|    | Italia (bandiera) | D     | Emer Franceschi        |
|    | Italia (bandiera) | A     | Giordano Galli         |
|    | Italia (bandiera) | C     | Claudio Guglielmoni    |
|    | Italia (bandiera) | D     | Angelo Lodi            |

| N. |                      | Ruolo | Calciatore        |
| -- | -------------------- | ----- | ----------------- |
|    | Italia (bandiera)    | D     | Guido Mazzetti    |
|    | Argentina (bandiera) | A     | Rubén Merighi     |
|    | Italia (bandiera)    | A     | Gianmaria Pesenti |
|    | Italia (bandiera)    | D     | Paolo Petraz      |
|    | Italia (bandiera)    | P     | Renato Piccoli    |
|    | Italia (bandiera)    | A     | Giancarlo Roffi   |
|    | Italia (bandiera)    | C     | Flavio Ronchi     |
|    | Italia (bandiera)    | D     | Giovanni Simonini |
|    | Italia (bandiera)    | A     | Alberto Spelta    |
|    | Cile (bandiera)      | C     | Jorge Toro        |
|    | Italia (bandiera)    | D     | Claudio Vellani   |

## Risultati

### Serie B

#### Girone di andata
| 20 settembre 1970 1ª giornata | Modena | 2 – 0 | Arezzo |  |

| 27 settembre 1970 2ª giornata | Atalanta | 1 – 0 | Modena |  |

| 4 ottobre 1970 3ª giornata | Modena | 1 – 1 | Perugia |  |

| 11 ottobre 1970 4ª giornata | Taranto | 2 – 0 | Modena |  |

| 18 ottobre 1970 5ª giornata | Modena | 1 – 1 | Como |  |

| 25 ottobre 1970 6ª giornata | Pisa | 0 – 0 | Modena |  |

| 1º novembre 1970 7ª giornata | Modena | 3 – 1 | Novara |  |

| 8 novembre 1970 8ª giornata | Palermo | 0 – 1 | Modena |  |

| 15 novembre 1970 9ª giornata | Modena | 0 – 0 | Cesena |  |

| 22 novembre 1970 10ª giornata | Reggina | 1 – 1 | Modena |  |

| 29 novembre 1970 11ª giornata | Mantova | 3 – 0 | Modena |  |

| 6 dicembre 1970 12ª giornata | Modena | 0 – 4 | Ternana |  |

| 13 dicembre 1970 13ª giornata | Catanzaro | 0 – 0 | Modena |  |

| 20 dicembre 1970 14ª giornata | Modena | 0 – 0 | Casertana |  |

| 27 dicembre 1970 15ª giornata | Livorno | 0 – 0 | Modena |  |

| 3 gennaio 1971 16ª giornata | Modena | 1 – 0 | Brescia |  |

| 10 gennaio 1971 17ª giornata | Modena | 1 – 0 | Bari |  |

| 17 gennaio 1971 18ª giornata | Monza | 0 – 2 | Modena |  |

| 24 gennaio 1971 19ª giornata | Modena | 1 – 0 | Massese |  |

#### Girone di ritorno
| 7 febbraio 1971 20ª giornata | Arezzo | 1 – 1 | Modena |  |

| 14 febbraio 1971 21ª giornata | Modena | 3 – 4 | Atalanta |  |

| 21 febbraio 1971 22ª giornata | Perugia | 3 – 1 | Modena |  |

| 28 febbraio 1971 23ª giornata | Modena | 1 – 0 | Taranto |  |

| 7 marzo 1971 24ª giornata | Como | 1 – 2 | Modena |  |

| 14 marzo 1971 25ª giornata | Modena | 4 – 2 | Pisa |  |

| 21 marzo 1971 26ª giornata | Novara | 1 – 0 | Modena |  |

| 28 marzo 1971 27ª giornata | Modena | 1 – 1 | Palermo |  |

| 4 aprile 1971 28ª giornata | Cesena | 1 – 0 | Modena |  |

| 11 aprile 1971 29ª giornata | Modena | 1 – 0 | Reggina |  |

| 18 aprile 1971 30ª giornata | Modena | 0 – 0 | Mantova |  |

| 25 aprile 1971 31ª giornata | Ternana | 2 – 0 | Modena |  |

| 2 maggio 1971 32ª giornata | Modena | 1 – 0 | Catanzaro |  |

| 9 maggio 1971 33ª giornata | Casertana | 3 – 0 | Modena |  |

| 16 maggio 1971 34ª giornata | Modena | 0 – 0 | Livorno |  |

| 23 maggio 1971 35ª giornata | Brescia | 1 – 0 | Modena |  |

| 30 maggio 1971 36ª giornata | Bari | 1 – 0 | Modena |  |

| 6 giugno 1971 37ª giornata | Modena | 1 – 1 | Monza |  |

| 13 giugno 1971 38ª giornata | Massese | 1 – 1 | Modena |  |

## Statistiche

### Statistiche di squadra
| Competizione | Punti | In casa | In casa | In casa | In casa | In casa | In casa | In trasferta | In trasferta | In trasferta | In trasferta | In trasferta | In trasferta | Totale | Totale | Totale | Totale | Totale | Totale | DR |
| Competizione | Punti | G       | V       | N       | P       | Gf      | Gs      | G            | V            | N            | P            | Gf           | Gs           | G      | V      | N      | P      | Gf     | Gs     | DR |
| ------------ | ----- | ------- | ------- | ------- | ------- | ------- | ------- | ------------ | ------------ | ------------ | ------------ | ------------ | ------------ | ------ | ------ | ------ | ------ | ------ | ------ | -- |
| Serie B      | 38    | 19      | 9       | 8       | 2       | 22      | 15      | 19           | 3            | 6            | 10           | 9            | 22           | 38     | 12     | 14     | 12     | 31     | 37     | -6 |
| Coppa Italia | 2     | 2       | 1       | 0       | 1       | 1       | 1       | 1            | 0            | 0            | 1            | 1            | 2            | 3      | 1      | 0      | 2      | 2      | 3      | -1 |
| Totale       |       | 21      | 10      | 8       | 3       | 23      | 16      | 20           | 3            | 6            | 11           | 10           | 24           | 41     | 13     | 14     | 14     | 33     | 40     | -7 |

### Statistiche dei giocatori
| Giocatore      | Serie B  | Serie B | Coppa Italia | Coppa Italia | Totale   | Totale |
| Giocatore      | Presenze | Reti    | Presenze     | Reti         | Presenze | Reti   |
| -------------- | -------- | ------- | ------------ | ------------ | -------- | ------ |
| W. Balestri    | 4        | 0       | -            | -            | 4        | 0      |
| G. Balugani    | 6        | 0       | 2            | 0            | 8        | 0      |
| W. Baroncelli  | 1        | 0       | -            | -            | 1        | 0      |
| G. Borsari     | 26       | 0       | 3            | 0            | 29       | 0      |
| P. Conti       | 22       | -20     | -            | -            | 22       | -20    |
| G. Facchinetti | 16       | 2       | 2            | 0            | 18       | 2      |
| B. Festa       | 37       | 1       | 3            | 0            | 40       | 1      |
| E. Franceschi  | 15       | 0       | -            | -            | 15       | 0      |
| G. Galli       | 18       | 4       | 1            | 0            | 19       | 4      |
| C. Guglielmoni | 28       | 1       | -            | -            | 28       | 1      |
| A. Lodi        | 24       | 0       | 3            | 0            | 27       | 0      |
| G. Mazzetti    | 16       | 0       | -            | -            | 16       | 0      |
| R. Merighi     | 18       | 2       | 3            | 1            | 21       | 3      |
| G. Pesenti     | 5        | 0       | 1            | 0            | 6        | 0      |
| P. Petraz      | 24       | 0       | 3            | 0            | 27       | 0      |
| R. Piccoli     | 16       | -17     | 3            | -3           | 19       | -20    |
| G. Roffi       | 22       | 3       | -            | -            | 22       | 3      |
| F. Ronchi      | 19       | 1       | 3            | 0            | 22       | 1      |
| G. Simonini    | 28       | 0       | -            | -            | 28       | 0      |
| A. Spelta      | 36       | 15      | 3            | 0            | 39       | 15     |
| J. Toro        | 32       | 1       | 1            | 0            | 33       | 1      |
| C. Vellani     | 29       | 0       | 3            | 1            | 32       | 1      |